# 야야 투레
녜녜리 야야 투레(프랑스어: Gnégnéri Yaya Touré, 1983년 5월 13일, 코트디부아르 부아케 ~ )는 코트디부아르의 은퇴한 축구 선수로, 중앙 미드필더로 활약했다.
그는 장신의 신체조건과 정확하고 안정적인 볼배급이 파트리크 비에라와 흡사하다는 평을 받아 '제2의 비에라'라는 별명을 가지고 있으며 강력한 피지컬을 활용한 몸싸움과 뛰어난 드리블, 패싱력, 넓은 시야 등 많은 장점을 가지고 있다.
2006년 FIFA 월드컵에서는 코트디부아르의 전경기에 출장하기도 하였다. FC 바르셀로나 소속이였던 그는 08-09 UFEA 챔피언스리그 결승까지 팀을 이끌었고 결승전에는 경고누적과 부상으로 허술해진 중앙 수비수로 뛰면서 맨체스터 유나이티드와의 승부에서 맹활약을 펼쳐 우승까지 일궈냈다. 형제로는 2014년 사망한 동생 이브라힘 투레와 형 콜로 투레가 있다.

## 클럽 경력

### 올림피아코스
투레는 2005년 올림피아코스에 입단하였다. 투레의 형은 투레를 '새로운 파트리크 비에라'라고 소개하였다. 올림피아코스는 해당 시즌 더블을 기록하였으며 투레는 핵심 선수 가운데 하나가 되었다. 그리스에서의 활약으로 투레는 많은 클럽들에게 관심의 대상이 되었다.

### 모나코
코트디부아르 대표로 2006년 FIFA 월드컵에 참가한 후 야야 투레는 2006년 8월 프랑스 리그 1의 AS 모나코에 입단하였다. 모나코에서 뛰어난 활약을 보인 야야 투레는 곧바로 많은 클럽에 관심을 받게 되었다

### 맨체스터 시티
2010년 7월 2일, 맨체스터 시티와 5년 계약을 맺고 이적하였다.
이후 8년 동안 맨체스터 시티와 함께하여 맨시티의 레전드로 거론되고 있다.

### 올림피아코스 복귀
2018년 9월 2일, 올림피아코스와 계약을 맺고 복귀하였다. 12월 11일 상호 합의 하에 계약 해지하였다.

### 칭다오 황하이
2019년 7월 3일, 칭다오 황하이에 입단하였다.

## 통계
| 클럽          | 시즌    | 리그 | 리그 | 컵   | 컵   | 유럽 | 유럽 | 기타 | 기타 | 합계 | 합계 |
| 클럽          | 시즌    | 출전 | 득점 | 출전 | 득점 | 출전 | 득점 | 출전 | 득점 | 출전 | 득점 |
| ------------- | ------- | ---- | ---- | ---- | ---- | ---- | ---- | ---- | ---- | ---- | ---- |
| 베버렌        | 2001-02 | 28   | 0    |      |      |      |      |      |      | 28   | 0    |
| 베버렌        | 2002-03 | 30   | 3    |      |      |      |      |      |      | 30   | 3    |
| 베버렌        | 2003-04 | 12   | 0    |      |      |      |      |      |      | 12   | 0    |
| 메탈루르      | 2003-04 | 11   | 1    |      |      |      |      |      |      | 26   | 3    |
| 메탈루르      | 2004-05 | 22   | 2    | 2    | 1    |      |      |      |      | 28   | 4    |
| 올림피아코스  | 2005-06 | 20   | 3    |      |      |      |      |      |      | 26   | 3    |
| 모나코        | 2006-07 | 27   | 5    | 1    | 0    |      |      |      |      | 28   | 5    |
| 바르셀로나    | 2007-08 | 26   | 1    | 3    | 0    | 9    | 1    |      |      | 38   | 2    |
| 바르셀로나    | 2008-09 | 25   | 2    | 6    | 1    | 12   | 0    |      |      | 43   | 3    |
| 바르셀로나    | 2009-10 | 23   | 1    | 1    | 0    | 8    | 0    | 5    | 0    | 37   | 1    |
| 맨체스터 시티 | 2010-11 | 35   | 6    | 7    | 3    | 8    | 1    |      |      | 51   | 10   |
| 맨체스터 시티 | 2011-12 | 32   | 6    |      |      | 9    | 3    | 1    | 0    | 42   | 9    |
| 맨체스터 시티 | 2012-13 | 32   | 6    | 4    | 1    | 5    | 1    | 1    | 1    | 42   | 9    |
| 맨체스터 시티 | 2013-14 | 35   | 20   | 7    | 3    | 7    | 1    |      |      | 49   | 24   |
| 맨체스터 시티 | 2014-15 | 29   | 10   | 3    | 1    | 5    | 1    | 1    | 0    | 37   | 12   |
| 맨체스터 시티 | 2015-16 | 32   | 6    | 5    | 1    | 10   | 1    |      |      | 47   | 8    |
| 맨체스터 시티 | 2016-17 | 25   | 5    | 4    | 2    | 2    | 0    |      |      | 31   | 7    |
| 맨체스터 시티 | 2017-18 | 10   | 0    | 4    | 0    | 3    | 0    |      |      | 17   | 0    |
| 올림피아코스  | 2018-19 | 2    | 0    | 1    | 0    | 2    | 0    |      |      | 5    | 0    |
| 칭다오        | 2019    | 14   | 2    |      |      |      |      |      |      | 14   | 2    |
| 통산          | 통산    | 470  | 79   | 48   | 13   | 90   | 10   | 8    | 1    | 616  | 103  |

## 수상

#### 올림피아코스
- 슈퍼 리그 그리스 1 : 2005-06
- 그리스 컵 : 2005-06

#### 바르셀로나
- 라리가 : 2008-09, 2009-10
- 국왕컵 : 2008-09
- 수페르코파 데 에스파냐 : 2009
- UEFA 챔피언스리그 : 2008-09
- UEFA 슈퍼컵 : 2009
- FIFA 클럽 월드컵 : 2009

#### 맨체스터 시티
- 프리미어리그 : 2011-12, 2013-14, 2017-18
- FA컵 : 2010-11
- EFL컵 : 2013-14, 2015-16
- FA 커뮤니티쉴드 : 2012

#### 칭다오 황하이
- 차이나 리그 원 : 2019

#### 코트디부아르
- 아프리카 네이션스컵 : 우승 (2015), 준우승 (2006, 2012)

### 개인
- PFA 올해의 팀 : 2011-12, 2013-14
- ESM 올해의 팀 : 2013-14
- CAF 올해의 팀 : 2008, 2009, 2011, 2012, 2013, 2014, 2015
- 아프리카 올해의 축구 선수[1] : 2011[2], 2012[3], 2013, 2014
- 아프리카 네이션스컵 토너먼트의 팀 : 2015
- BBC 아프리아 올해의 선수 : 2013, 2015
- 코트디부아르 올해의 선수 : 2009
- 맨체스터 시티 올해의 선수 : 2013-14
- 자코모 불가렐리 상 : 2013
- FWA 공로상 : 2023

#### 선정
- 스포츠일러스트레이티드 선정 2010년대 PL 베스트
- IFFHS 아프리카 역대 베스트 : 2021
- IFFHS 아프리카 2010년대 베스트

## 같이 보기
- A매치 100경기 이상 출전한 축구 선수 명단